# Ali Sabieh

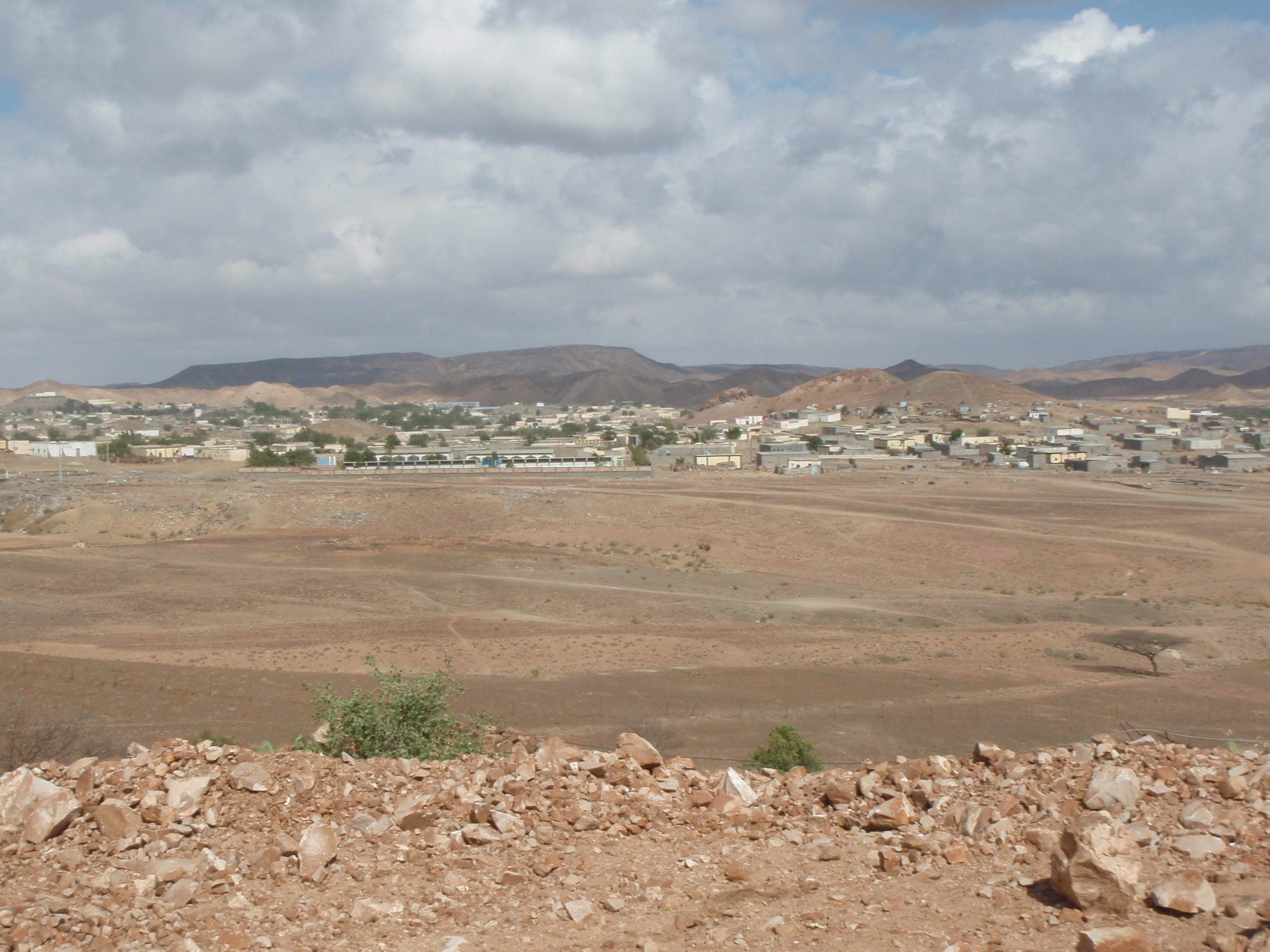
Ansicht auf Ali Sabieh, Dezember 2007

Ali Sabieh (arabisch علي صبيح, DMG ʿAlī Ṣabīḥ) ist die zweitgrößte Stadt in Dschibuti. Es liegt etwa 75 km südwestlich der Stadt Dschibuti, der Hauptstadt des Landes, und 10 km nördlich der Grenze mit Äthiopien. Ihre schätzungsweise über 23.000 Einwohner sind größtenteils Issa-Somali. Ali Sabieh ist Hauptstadt der Region Ali Sabieh.

## Geschichte
Der Ort gewann Anfang des 20. Jahrhunderts an Bedeutung, als die Eisenbahnstrecke von Addis Abeba nach Dschibuti gebaut wurde. Ali Sabieh ist die wichtigste Station auf dem Streckenabschnitt zwischen Dire Dawa und Dschibuti, zudem verfügt es über einen Flugplatz. Wegen seiner Nähe zur äthiopischen Grenze machen Händler und Karawanen in Ali Sabieh Halt.

## Geographie
Ali Sabieh liegt in einem Tal im südlichen Teil des Landes gelegen. Die Stadt liegt in einer bergigen Gegend, in einem abgeschlossenen Tal des Hochlandes. Es liegt auf einer Höhe von 756 Metern über dem Meeresspiegel. Ali Sabieh ist eine bergige und hügelige Stadt. Durch diese Höhe hat Ali Sabieh und die Umgebung ein milderes Klima als die Städte an der Küste.
|                       | Jan  | Feb  | Mär  | Apr  | Mai  | Jun  | Jul  | Aug  | Sep  | Okt  | Nov  | Dez  |   |      |
| Mittl. Tagesmax. (°C) | 21,5 | 22,4 | 24,4 | 26,9 | 28,9 | 32,3 | 31,2 | 30,4 | 30,1 | 26,3 | 23,9 | 22,1 | ⌀ | 26,7 |
| Mittl. Tagesmin. (°C) | 14,0 | 15,2 | 16,4 | 17,5 | 19,7 | 21,6 | 20,5 | 19,4 | 18,3 | 16,2 | 15,1 | 15,0 | ⌀ | 17,4 |
|                       |      |      |      |      |      |      |      |      |      |      |      |      |   |      |
| Niederschlag (mm)     | 23   | 33   | 35   | 45   | 36   | 5    | 6    | 11   | 13   | 15   | 28   | 15   | Σ | 265  |

| 14,0 |

| 15,2 |

| 16,4 |

| 17,5 |

| 19,7 |

| 21,6 |

| 20,5 |

| 19,4 |

| 18,3 |

| 16,2 |

| 15,1 |

| 15,0 |

| 14,0 |

| 15,2 |

| 16,4 |

| 17,5 |

| 19,7 |

| 21,6 |

| 20,5 |

| 19,4 |

| 18,3 |

| 16,2 |

| 15,1 |

| 15,0 |

## Söhne und Töchter der Stadt
- Mahamoud Harbi (1921–1960), Führer der Unabhängigkeitsbewegung
- Elmi Obsieh Wais (* 1942), Politiker, Minister
- Ahmed Salah (* 1956), Marathonläufer und Olympiamedaillengewinner
- Djama Robleh (* 1958), Marathonläufer
- Kadra Mohamed Dembil (* 1997), Mittelstreckenläuferin